# Баран (срібна монета)
«Бара́н» — пам'ятна монета номіналом 5 гривень зі срібла, випущена Національним банком України. Присвячена барану, зображення якого втілено на пам'ятках культури різних епох.
Монету введено в обіг 14 березня 2019 року. Вона належить до серії «Фауна в пам'ятках культури України».

## Опис монети та характеристики
| Номінал грн. | Метал            | Маса, г       | Діаметр, мм | Якість виготовлення       | Гурт                           | Тираж, штук |
| ------------ | ---------------- | ------------- | ----------- | ------------------------- | ------------------------------ | ----------- |
| 5            | срібло 925 проби | 15,55 / 16,81 | 33,0        | спеціальний анциркулейтед | гладкий із заглибленим написом | 4 000       |

### Аверс
На аверсі монети розміщено: угорі малий Державний Герб України, праворуч від якого напис «УКРАЇНА», під ним номінал «5/ГРИВЕНЬ» та рік карбування монети «2019»; у центрі — позолочене зображення металевого рельєфу із зображенням голови барана (Північне Причорномор'я), праворуч від якого — пам'ятки сарматської археологічної культури: дві керамічні посудини у вигляді баранів з могильника Нейзац, що в Криму.

### Реверс
На реверсі монети ліворуч на дзеркальному тлі зображено голову барана, праворуч від якого на матовому тлі розміщено вертикальний напис «БАРАН» (унизу) та зображення опішнянського керамічного барана (Полтавщина).

## Автори

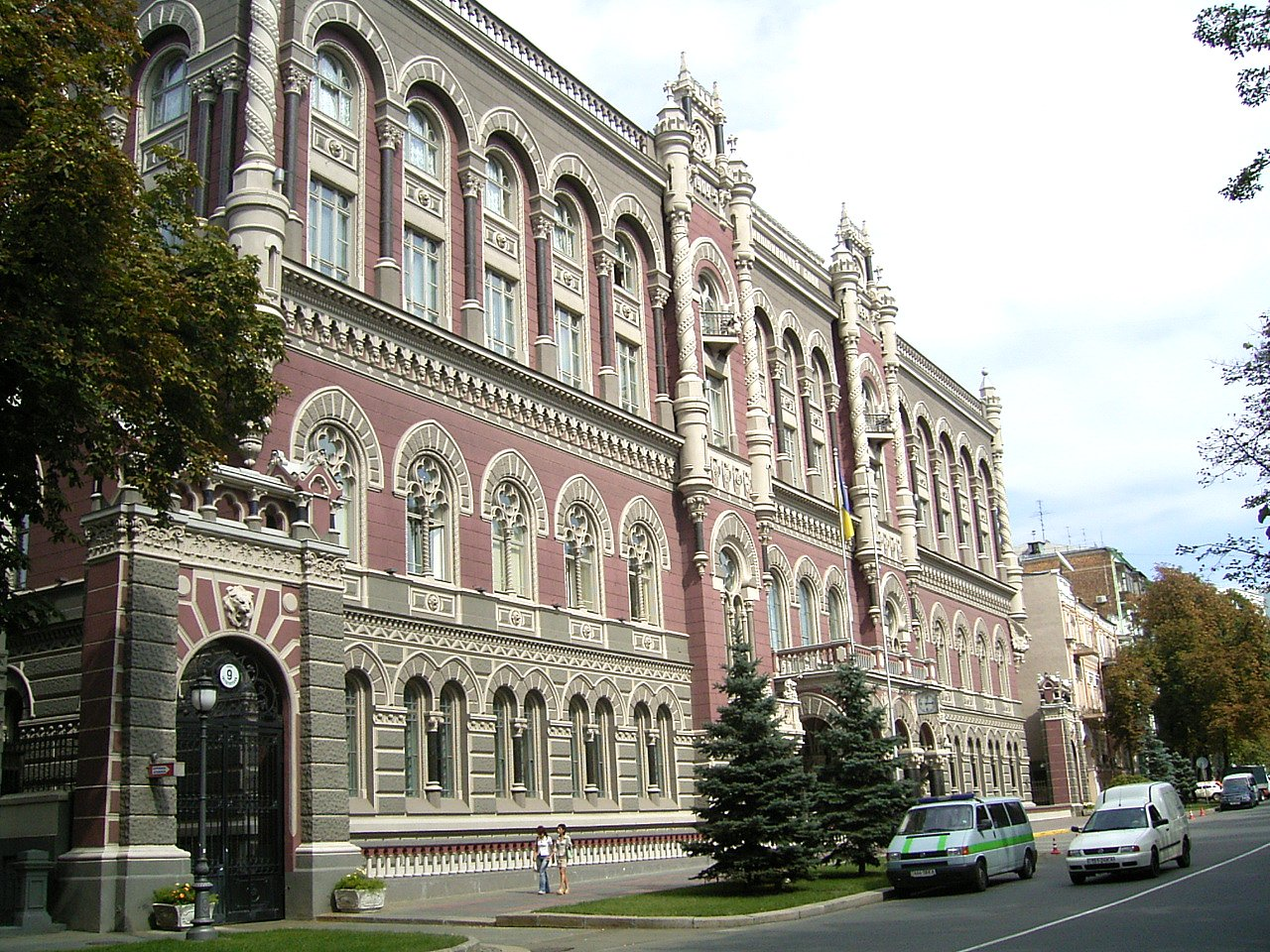
Будівля Національного банку України

- Художники: Таран Володимир, Харук Олександр, Харук Сергій.
- Скульптори — Демяненко Анатолій.

## Вартість монети
Під час введення монети в обіг 2019 року, Національний банк України реалізовував монету за ціною 563 гривні.
Фактична приблизна вартість монети, з роками змінювалася так:
| Рік        | 2019 | 2020 | 2021 | 2022  | 2023  | 2024  | 2025  |
| ---------- | ---- | ---- | ---- | ----- | ----- | ----- | ----- |
| Ціна, грн. | 740  | 730  | 950  | 1 100 | 1 550 | 3 800 | 3 800 |